# Карякин, Макар Борисович
 Макар Борисович Карякин  (1790—1863) —  участник Отечественной войны 1812 года, кавалер знака отличия Военного ордена.

## Биография
Родился в 1790 году в семье крепостных крестьян. Получил домашнее образование и в 16 лет 9 ноября 1806 года поступил на военную службу рядовым в Виломонутральский гарнизонный батальон. 3 октября 1808 года произведен в унтер-офицеры. Затем 1 декабря 1809 года переведен в Свеаборгский гарнизонный полк, а после его расформирования 16 февраля 1811 года переведен в Литовский пехотный полк; 23 сентября 1811 года был назначен фельдфебелем.
Во время Отечественной войны: 18 сентября 1812 года был при занятии Финляндии, 7 октября — при реке Ожо, 18 и 19 октября — при Чашниках, 1 и 2 ноября — при Смолянах, 16 декабря сражался под Борисовым, 22 декабря находился при занятии в Пруссии Гобеллы. Затем, 15 апреля 1813 года под Данцигом участвовал при нападении неприятеля на остров Нерунг, 11 августа был при Розберге, 25 августа — при Денневице и 6 октября участвовал в Лейпцигском сражении. В 1814 году: 2 и 19 февраля 1814 года находился при взятии штурмом крепости Суассон, 22 февраля — при селе Бойпер на высотах Краона, 25 и 26 февраля — при Лаоне, где за отличную храбрость был награждён знаком отличия Военного ордена. 18 марта принимал участие при взятии Парижа.
Был произведён 2 января 1821 года в подпоручики, а 11 июня 1823 года — в поручики, а 3 января 1824 года Высочайшим приказом переведён в Комиссариатский штат комиссионером с переименованием в XII класс; причислен в штат Воронежской комиссии.
31 декабря 1826 года был произведён в X класс со старшинством, 31 декабря 1831 года со старшинством IX класса, а 31 декабря 1834 года в IX класс со старшинством; 27 января 1836 года утверждён смотрителем магазинов и команды и 22 августа 1836 года получил знак отличия беспорочной службы за XV лет; 31 декабря 1840 года произведён в надворные советники со старшинством. Из-за ухудшения здоровья отказался от должности смотрителя магазинов и 13 мая 1841 года был причислен к числу чиновников комиссии.
С 9 мая 1842 года и 11 мая 1843 года был смотрителем сапожного сорта. 22 августа 1849 года получил знак отличия беспорочной службы за XXV лет. С 15 июля 1849 года и 30 марта 1850 года был смотрителем сортов запасного, холщевого с 29 апреля по 25 июня 1852 года; 22 августа 1852 года получил очередной знак отличия беспорочной службы — за XXX лет. С 15 октября по 30 ноября 1854 года был смотрителем суконного сорта, а с 21 мая по 23 сентября 1857 года — продовольствующим Славянского военно-временного госпиталя. С 3 мая 1858 года и по 22 апреля 1859 года был смотрителем отборного и обвязачного сортов.
22 сентября 1858 года Всемилостливейше пожалован кавалером ордена Святого Владимира IV степени за выслугу 35 лет. С 1 мая 1860 года и по 22 мая 1861 года был смотрителем сапожного сорта. С 1 мая по 1 сентября 1862 года был продовольствующим Славянского военно-временного госпиталя. 
Скончался 16 (28) ноября 1863 года. Похоронен на Вознесенском (Чугуновском) кладбище Воронежа.